# كويميسيس (سيرري)
كويميسيس (Κοίμησις) هي مدينة في سيرري في مقاطعة فوريا إلادا في اليونان. ترتفع 38 متر عن سطح البحر.